# In Kümmernis und Dunkelheit
In Kümmernis und Dunkelheit o Schwarz-Rot-Gold es un poema revolucionario de Ferdinand Freiligrath escrito el 17 de marzo de 1848 en Londres, al que más tarde puso música  Robert Schumann.

## Historia

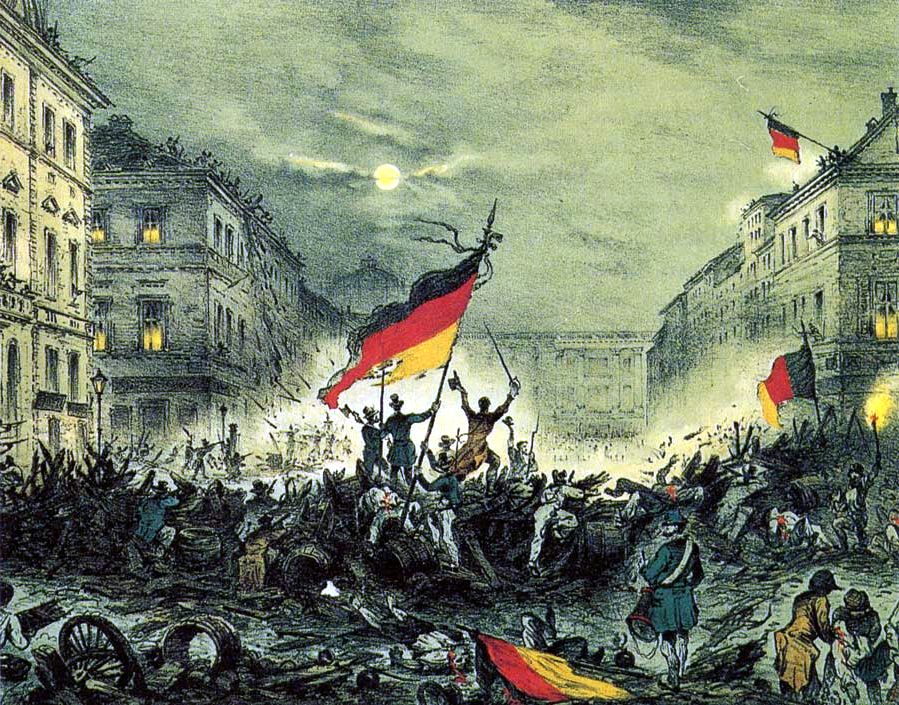
La revolución alemana durante 1848 en Berlín

En marzo de 1848 estalló una revolución en Alemania. La presión liberal se extendió a través de muchos de los estados alemanes de la Confederación Germánica, cada uno de los cuales experimentó la revolución a su manera. Las manifestaciones callejeras de trabajadores y artesanos en París, del 22 al 24 de febrero de 1848, dieron como resultado la abdicación del rey Luis Felipe I y su salida de Francia para vivir en Reino Unido, y sirvieron de estímulo inmediato para la revuelta en Alemania.
La revolución se extendió por toda Europa y en Alemania comenzó con las grandes manifestaciones del 13 de marzo de 1848 en Viena, Austria, que dieron como resultado la renuncia de Klemens von Metternich como ministro principal del emperador Fernando I de Austria y su partida de Austria para vivir en Gran Bretaña. Debido a la fecha de estas manifestaciones, la revolución de 1848 en Alemania se suele llamar la revolución de marzo (en alemán: Märzrevolution).
El 17 de marzo de 1848, Ferdinand Freiligrath escribió un poema dedicado a estos eventos. Incita a todos los alemanes a tomar las armas para liberar a Alemania de sus príncipes y crear una república alemana unida bajo la bandera negra, roja y dorada. El poema fue musicado por Robert Schumann el 4 de abril de 1848.